# Saveta
Saveta (znanstveno ime Chondrostoma soetta) je sladkovodna riba iz rodu podusti.

## Razširjenost
Vrsta je omejena je na severno Italijo in na južne dele Švice. V porečju Soče je izumrla.

## Razširjenost v Sloveniji
Saveta je nekdaj živela v porečju Soče. Izumrla je proti koncu 20. stoletja. Izpodrinila jo je naseljena tujerodna sorodnica podust Chondrostoma nasus, ki so jo ribiči naselili v Vipavo v prvi polovici šestdesetih let 20. stoletja.